# Titularbistum Capsa
Das Bistum Capsa (italienisch diocesi di Capsa, lateinisch Dioecesis Capsitana) ist ein Titularbistum der römisch-katholischen Kirche. 
Es geht zurück auf einen früheren Bischofssitz in der antiken Stadt Capsa (heute Gafsa), die sich in der römischen Provinz Byzacena im heutigen Tunesien befindet.
| Titularbischöfe von Capsa |                                  |                                                                                     |                   |                    |
| Nr.                       | Name                             | Amt                                                                                 | von               | bis                |
| 1                         | Heiliger Laurent Imbert MEP      | Apostolischer Vikar von Korea (Südkorea)                                            | 26. April 1836    | 21. September 1839 |
| 2                         | Heiliger Siméon Berneux MEP      | Apostolischer Vikar von Korea (Südkorea)                                            | 5. August 1854    | 8. März 1866       |
| 3                         | Joseph Francis Marie Sweens MAfr | Koadjutorvikar von Victoria-Nyanza Apostolischer Vikar von Victoria-Nyanza (Uganda) | 1. Januar 1910    | 12. April 1950     |
| 4                         | Alfredo Verzosa y Florentin      | emeritierter Bischof von Lipa (Philippinen)                                         | 25. Februar 1951  | 27. Juni 1954      |
| 5                         | Charles Garrett Maloney          | Weihbischof in Louisville (USA)                                                     | 30. Dezember 1954 | 2. Februar 1995    |
| 6                         | Adalberto Paulo da Silva OFMCap  | Weihbischof in Fortaleza (Brasilien)                                                | 24. Mai 1995      | 30. Juli 2025      |